# Hvozdec (district de České Budějovice)
Pour les articles homonymes, voir Hvozdec.
Hvozdec (en allemand : Hwostetz) est une commune du district de České Budějovice, dans la région de Bohême-du-Sud, en République tchèque. Sa population s'élevait à 140 habitants en 2023.

## Géographie
Hvozdec se trouve à 3 km au sud-est du centre de Lišov, à 11 km à l'est-nord-est de České Budějovice et à 122 km au sud-sud-est de Prague.
La commune est limitée par Lišov au nord, par Štěpánovice et Lišov à l'est, et par Zvíkov au sud et à l'ouest.

## Histoire
La première mention écrite du village date de 1362.

## Transports
Par la route, Hvozdec se trouve à 3,4 km du centre de Lišov, à 14 km de České Budějovice et à 148 km de Prague.

## Source
- (cs) Cet article est partiellement ou en totalité issu de l’article de Wikipédia en tchèque intitulé « Hvozdec (okres České Budějovice) » (voir la liste des auteurs).